# За џелата нема милости
За џелата нема милости (енгл. Witchfinder General, досл. Ловац на вештице) британски је историјски хорор филм из 1968. године, редитеља Мајкла Ривса са Винсентом Прајсом, Ијаном Огилвијем, Хилари Двајер, Рупертом Дејвисом и Робертом Раселом у главним улогама. Заснован је на истинитим догађајима и лику Метјуа Хопкинса, самопроглашеног ловца на вештице, који је за време Енглеског грађанског рата наредио смртну казну за више од 160 људи, због наводног чаробњаштва и вештичарења. Главни протагониста филма је млади војник, Ричард Маршал, који прогони Хопкинса и његовог помагача, након што брутално злостављају његову вереницу и убију њеног стрица.
Због сцена екстремног насиља, филм је претрпео неколико резова, за које је Ривс тврдио да су га упропастиле. Упркос томе, филм је постао култни класик и добио бројне позитивне критике. Године 2005. часопис Тотал филм поставио га је на 15. место листе најбољих хорор филмова свих времена.

## Радња
Године 1645, за време Енглеског грађанског рата, самопроглашени ловац на вештице, Метју Хопкинс, са својим помоћником започиње терор у Источној Англији. Млади војник Ричард Маршал покушава да заустави Хопкинсов крвави пир, након што брутално убије сеоског свештеника и стрица његове веренице.

## Улоге
| Глумац          | Улога                              |
| --------------- | ---------------------------------- |
| Винсент Прајс   | Метју Хопкинс — „Ловац на вештице” |
| Ијан Огилви     | корнет Ричард Маршал               |
| Хилари Двајер   | Сара Лоус                          |
| Руперт Дејвис   | свештеник Џон Лоус                 |
| Роберт Расел    | Џон Стирн                          |
| Патрик Вимарк   | Оливер Кромвел                     |
| Ники Хенсон     | војник Свалов                      |
| Вилфрид Брамбел | господар Лоч                       |
| Тони Селби      | Солтер                             |
| Бернард Кеј     | Гор                                |
| Гадфри Џејмс    | Веб                                |
| Меги Кимберли   | Елизабет                           |